# 라울 하인리히 프랑세

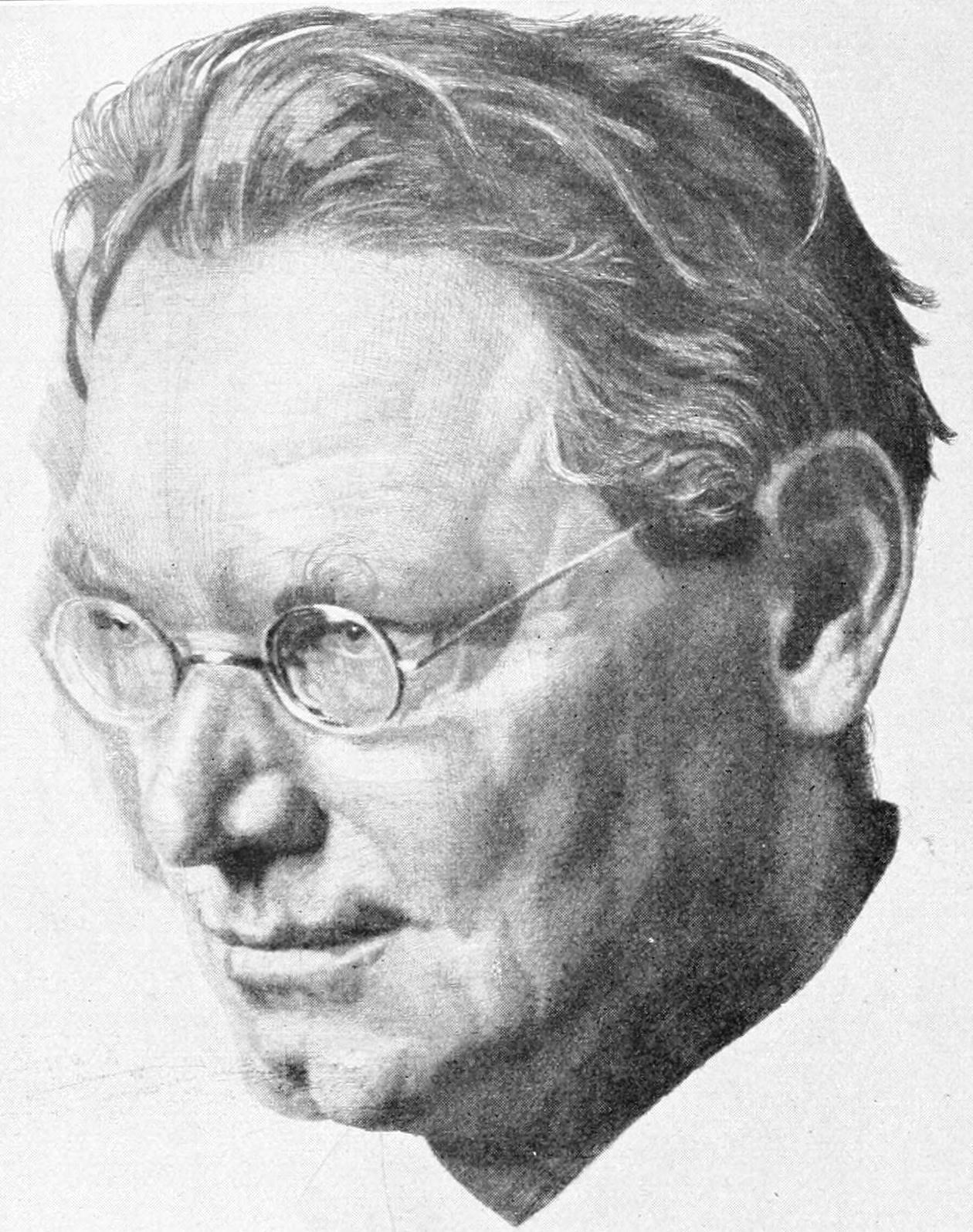

라울 하인리히 프랑세(Raoul Heinrich Francé: 1874년 5월 20일생 - 1943년 10월 3일몰)는 오스트리아-헝가리의 식물학자, 미생물학자, 과학대중화 운동가다.
본명은 루돌프 하인리히 프란체(Rudolf Heinrich Franze)로 비엔나에서 태어났다. 어려서부터 분석화학과 현미경광학을 독학했고, 16세 때 왕립 헝가리 과학학회 회보 부주필이 되어 1897년까지 일했다. 이후 8학기동안 생물학을 공부하고 헝가리의 원생동물학자 겐자 엔츠의 제자가 되었다. 이 시기에 14차례 식물학 답사를 다녔다. 1898년 헝가리-알텐부르크 농업한림원의 식물보호연구원 부원장이 되었고, 여기서 일하면서 첫 저작을 발표했다. 이후 1902년 뮌헨으로 초빙되었고, 1906년 독일미생물학회를 설립하여 회장으로서 그 제도 마련을 지휘했다.
1906년, 프랑세는 8권짜리 『식물의 생활』(Das Leben der Pflanze) 저술을 개시했다.
평생에 걸쳐 프랑세는 바쁘게 연구를 병행하면서 60여 편의 대중과학서를 저술했다.
프랑세의 저작 중 영어로 번역된 책은 Germs of Mind in Plants가 유일한데, 이 책에서 프랑세는 기계론적 식물학에 반기를 들고, 식물도 감각과 목적을 가진, 인간과 같은 생명체라고 주장했다. 프랑세는 식물 또한 고통을 느낄 수 있고 영혼이 있다고까지 주장했다. 이런 주장들은 철학적 주장으로서 부정적인 평가를 받았고, 과학으로 인정받지 못했다.